# از شکلات شما متشکرم
از شکلات شما متشکرم (فرانسوی: Merci pour le chocolat‎) فیلمی مهیج به کارگردانی کلود شابرول است که در سال ۲۰۰۰ منتشر شد. از بازیگران آن می‌توان به ایزابل هوپر و آنا موگلالیس اشاره کرد.